# وحدة إثنية
الوحدة الإثنية (بالإنجليزية: Panethnicity)‏ هو مستحدث سياسي يستخدم للإشارة لمجموعة من المجموعات الإثنية المختلفة معا على أساس أصولها الثقافية المرتبطة؛ وهذا عادة ما يكون جغرافيا أو عرقيا أو لغويا أو كلها معا. وقد صاغ هذا المصطلح في عام 1992 في الولايات المتحدة من قبل الين اسبيريتو للإشارة إلى الأمريكيين الآسيويين، وهم مجموعة من المجموعات الإثنية المتباينة، والتي تعود أصولها إلى آسيا حيث هي الأساس الوحيد للتجميع، بغض النظر عن أي خصائص أخرى.
ومنذ ذلك الحين استخدام ليحل محل ما كان يسمى العرق؛ على سبيل المثال، يمكن وصف الأمريكيين الآسيويين المذكورين آنفا بأنهم «وحدة إثنية» بين مختلف شعوب آسيا الغير مرتبطين، والتي ينظر إليها على أنها مجموعة مميزة ضمن مجتمع أمريكا الشمالية المتعدد الأعراق.
يجب تمييز هذا المفهوم عن «الوحدة القومية (pan-nationalism)» التي تربط المجموعات الإثنية المتصلة ولكن في سياق القومية الإثنية (على سبيل المثال، العروبة، رابطة الشعوب الجرمانية، قومية إيرانية، القومية سلافية، قومية تركية) أو قومية مدنية مثل (على سبيل المثال: وحدة أفريقية).

## خلفية تاريخية
غالبًا ما تبتكر وتستخدم تصنيفات الإثنية متعددة الإثنيات من قبل الغرباء عن المجموعة، ولكن الأمر ليس هكذا دائمًا. وفي معظم الأحيان تلعب المؤسسات الرئيسية والتوجهات السياسية دورًا كبيرًا في تصنيف مجموعات القومية متعددة العرقيات. وعادة ما يقومون بسن السياسات التي تتعامل مع مجموعات محددة من الناس، ويعد مصطلح القومية متعددة العرقيات إحدى الطرق التي يمكن من خلالها تجميع أعداد كبيرة من الناس. ومن الممكن أن تقوم السياسة العامة للدول بتوزيع الموارد أو عقد صفقات مع مجموعات متعددة، وتعاملهم جميعًا ككيان واحد كبير.
ومن الممكن أن تُشكل المجموعات المتشابهة في الخلفية الثقافية واللغة وغير ذلك من الخصائص مجموعات تصبح فيما بعد مجموعات متعددة العرقيات كوسيلة لتشكيل مجموعة متماسكة في مجتمع ما. وبالمثل، تختار بعض المجموعات أن يطلق عليها مسميات قومية متعددة العرقيات وتكون قد أطلقت عليهم بالفعل من قبل غرباء عنهم.
وعندما يحدث التمييز الإثني أو العرقي، وكان لدى الغرباء بالفعل أُناس مصنفون كقومية متعددة العرقيات سيضطهدها الجميع، فغالبًا ستقبل المجموعة تصنيفها بأنها قومية متعددة العرقيات كطريقة لتوحيد ومحاربة التمييز والصورة النمطية
و
ففي الولايات المتحدة، وبفضل حركة الحقوق المدنية، أسهمت زيادة الأعمال الجماعية المعتمدة على الهوية المشتركة في تشكيل العديد من مجموعات القوميات متعددة الأعراق.

## الولايات المتحدة
بالنسبة لـالأمريكان قد يعتبر لقب (الشخص الأبيض) موازيًا لقومية متعددة العرقيات وكيان اجتماعي مستقل بذاته. وتعرف الحكومة الأمريكية الفرد «الأبيض» بأنه أي شخص ذي أصول أوروبية وشرق أوسطية وشمال إفريقية وقد يشتمل هذا التعريف على عدد من المجموعات متعددة الثقافات واللغات والأديان. ولذلك، فقد يصنف شخصان أحدهما من السويد والآخر من إيطاليا بلقب «الأبيض» بناء على لون جلده الفاتح، ولكن الجزائري على سبيل المثال، تقريبًا دون الإشارة إلى بشرته أو بشرتها، قد يعامل من قبل المتعصبين إلى حد كبير كأنه شخص «غير أبيض» على أساس الثقافة. ففي الولايات المتحدة، غالبًا ما تُلاحظ القومية متعددة العرقيات في تصنيف كل الناطقين بـ الإسبانية من أمريكا اللاتينية وإسبانيا بلقب إسباني، أو جميع الناطقين باللغة الإسبانية والناطقين بـالبرتغالية من أمريكا اللاتينية بلقب لاتيني. وعادة لا يطبق «التمييز العنصري» في الولايات المتحدة على الإسباني ذوي الأصول الإفريقية، ولا يطبق عادة على الأفراد من مناطق مثل الشرق الأوسط ذوي الأصول الصحراوية.
ففي كلتا الحالتين "الإسباني و"اللاتينيين"، يطبق تصنيف المجموعة متعددة العرقيات عليهم بصرف النظر عن بلدهم الأصلي (على سبيل المثال المكسيكي وبيروفى والأرجنتين ودومينيكاني والإسباني، وغيرها) أو النشأة عرقية (الأبيض والمستيزو وخلاسى وأسود والأمريكان الأصليون وغيرها) لتلك المجموعات التي تضمها قومية واحدة متعددة العرقيات.
وهناك أمثلة أمريكية أخرى كإطلاق مسمى واحد على كل المواطنين من شرق آسيا، وجنوب آسيا، وهو الأمريكان الآسيويون، أو (التفكير مليًا في إطلاق «قاعدة التمييز») على كل الناس أي درجة من أصول أفريقيا جنوب الصحراء (حتى لو كانت لهم أصول في أوروبا أو غيرها) تماما مثل لقب الأمريكان الأفارقة، وجميع السكان الأصليين للقبائل الأمريكية ك«عرقية» مشتركة في الأمريكيين الأصليين والتي تشتمل على هؤلاء الذين يمثلون شعبًا واحدًا ذا هوية واحدة مشتركة.

### الأويغور
اشتق مصطلح «الأويغور» من الإمبراطورية الأغورية القديمة، وهي الإمبراطورية الخاقانية التي كانت تشغل قديما المساحة المعروفة حاليا بمنغوليا وروسيا والصين الشمالية والغربية وآسيا الوسطى. ولم يكن يطلق على السكان الأصليين لمنطقة شينجيانغ (Xinjiang) الأويغور قبل الفترة 1921/1934؛ بينما أطلق الغرب على هؤلاء المسلمين الناطقين بالتركية من «تركي»، والمسلمين الأتراك في إيلي Ili لقب «تارانشي Taranchi». في حين استخدم الروس وغيرهم من الأجانب أسماء «سارت Sart»، أو «ترك Turk»، أو «تركي Turki» للإشارة إليهم. وعرفت هذه المجموعات من الشعوب أنفسهم بأسماء الواحات التي قدموا منها، وليس من خلال المجموعات العرقية التي ينتمون إليها. واستخدمت أسماء مثل كاشغارليك Kashgarliq لتعني كاشغاري Kashgari. واستخدم الشعب التركي كذلك كلمة «موسلمان Musulman» لتعني «مسلم» لوصف أنفسهم.
أما معنى مصطلح الأويغور فهو غير واضح. ومع ذلك، يعتبر معظم اللغويين والمؤرخين الأويغور أن الكلمة مشتقة من الأويغور (أويغوشماك uyushmaq في اللغة الأويغورية الحديثة)، والتي تعني حرفيًا «متحد» أو «الناس الذين يميلون للتوحد معًا». ويشير تاريخ مملكة تانغ Tang dynasty الصينية إليهم من قبل المعنى المرادف هوى هو Huí Hú أو هوى هي Huí Hé. ولا يمكن تحديد الأصل اللغوي للكلمة، فهذه المجموعات التي تشير إليها الكلمة لم يكن لهم أصول عرقية مشتركة، حيث إن المصطلح يشير إلى هوية سياسية وليست قبلية،  أو أنها استخدمت أساسًا للإشارة إلى مجموعة واحدة من بين مجموعات عدة، ويطلق الآخرون على أنفسهم توكوز أوغوز Toquz Oghuz. ووفقًا لما قالة يين يجيان Yin Weixian, سجلت نقوش الطنان التركية كلمة uyɣur, التي وجدت منقوشة أولاً بالصينية مثل هوي انه (回紇), ولكنها بعد ذلك، استجابة لطلب الأويغور، تغيرت إلى هوي هو (回鶻) في عام 788 أو عام 809.
ووجد أول سجل لقبيلة من الأويغور في مملكة وي الشمالية (عام 386-534 ميلادي). وفي ذلك الوقت كان مرادف كلمة جاوشي Gaoche (في الأويغور: كانغكيل Qangqil, قاڭقى ل) ((بالصينية: 高車; البينيين: Gāochē; بالترجمة الحرفية 'wheelwagon')) وبالنسبة لقبائل تورا Tura (الصينية: تيلي). وفي وقت لاحق، استخدم المصطلح تيلي ((بالصينية: 鐵勒; البينيين: Tiělè);التركية: نفسه). وكان أول استخدام لكلمة الأويغور كإشارة لأمة سياسية خلال الفترة الانتقالية بين الخاقان الأول والثاني من الغوكتورك Göktürk في عام (630-684). وتشير كلمة الأويغور حديثًا إلى السكان والمزراعين من كاشغاري المستقرين في تركيا الحضرية أو الأويغوريين الذين يتبعون الممارسات التقليدية المستقرة لآسيا الوسطى، وذلك لتمييزهم عن السكان التركيين البدو في آسيا الوسطى. وأعاد البلشفية Bolsheviks تعريف المصطلح الأويغور ليحل محل الاستخدام السابق لـ تركي أو تركي.
وقد ظهر الاستخدام الجديد لكلمة «الأويغور» بعد أن استحوذ الاتحاد السوفيتي في القرن التاسع عشر على المرادف، من خاقانية الأويغور، وأعاد تطبيقها على جميع المسلمين الأتراك الأجانب في شينيانغ، وذلك بناء على اقتراح من المؤرخين الروس في القرن التاسع عشر أن الأويغوريين المعاصرين ينحدرون من مملكة الأويغور وقراخانات، والتي تشكلت بعد انحلال خاقانية الأويغور. وبصفة عامة اتفق المؤرخون على إقرار مصطلح «الأويغور» يستند إلى قرار مؤتمر طشقند عام 1921، والذي حضره المسلمون الأتراك من حوض تاريم (شينجيانغ). وفي هذا المؤتمر، اختار الأويغوريون لقب «الأويغور» ليكون اسمًا لجماعتهم العرقية، ورغم ذلك لاحظ المفوضون أن إشارات الجماعات الحديثة إلى «الأويغور» كانت مختلفة عن خاقانية الأويغور القديمة. ووفقًا لما قالته ليندا بينسون (Linda Benson)، فإن شعب الاتحاد السوفيتى والكومينتانغ يميلون لتعزيز القومية الأويغورية لتقسيم السكان المسلمين في شينيانغ، حيث تفضل الشعوب التركية المسلمة تعريف أنفسهم بـ «تركي» أو «شرق تركستاني» أو «مسلم». ووفقًا لـ درو جلادني، فإن القومية الأغورية الحديثة منحدرة بطريقة غير مباشرة من خاقانية الأويغور القديمة، بصرف النظر عن اسمها. واستمر الحزب الشيوعي الصيني تحت قيادة ماو تسي تونغ Mao Zedong في تتبع التصنيف السوفيتي، مستخدمًا مصطلح الأويغور لوصف المجموعة الإثنية الحديثة.

## الحركات
وكمجموعة واحدة، طورت العديد من القوميات متعددة العرقيات منظمات مثل لا رازا وتحالف العمال الأمريكي في آسيا والمحيط الهادئ. ومن الممكن أن تعمل منظمات القوميات متعددة العرقيات لمساعدة المجموعات لتحقيق الأهداف التي تعتمد على المصالح العامة وكذلك لجمع مواردهم معًا.
وقد سمحت القومية متعددة العرقيات للأمريكيين الآسيويين بالتوحد بناء على العلاقات التاريخية المتشابهة مع الولايات المتحدة، مثل الوجود العسكري الأمريكي في بلادهم الأصلية. وقد تطورت تلك القومية متعددة العرقيات كوسيلة للمجموعات المهاجرة مثل الأمريكان الآسيويين إلى التوحد من أجل كسب القوة السياسية بالأرقام.